# Klettstedt
Klettstedt är en ortsteil i staden Bad Langensalza i Unstrut-Hainich-Kreis i förbundslandet Thüringen i Tyskland. Klettstedt var en kommun fram till den 1 januari 2019 när den uppgick i Bad Langensalza. Klettstedt hade 218 invånare 2018.